# Vetralla (Viterbo)
Vetralla is een gemeente in de Italiaanse provincie Viterbo (regio Lazio) en telt 12.459 inwoners (31-12-2004). De oppervlakte bedraagt 113,0 km², de bevolkingsdichtheid is 105,45 inwoners per km².
De volgende frazioni maken deel uit van de gemeente: Cura di Vetralla, La Botte en Tre Croci.

## Demografie
Vetralla telt ongeveer 6109 huishoudens. Het aantal inwoners steeg in de periode 1991-2001 met 3,0% volgens cijfers uit de tienjaarlijkse volkstellingen van ISTAT.
| Jaar | Inwoneraantal |
| ---- | ------------- |
| 1991 | 11.573        |
| 2001 | 11.917        |

## Geografie
De gemeente ligt op ongeveer 300 m boven zeeniveau.
Vetralla grenst aan de volgende gemeenten: Barbarano Romano, Blera, Capranica, Caprarola, Monte Romano, Ronciglione, Villa San Giovanni in Tuscia, Viterbo.

## Externe link

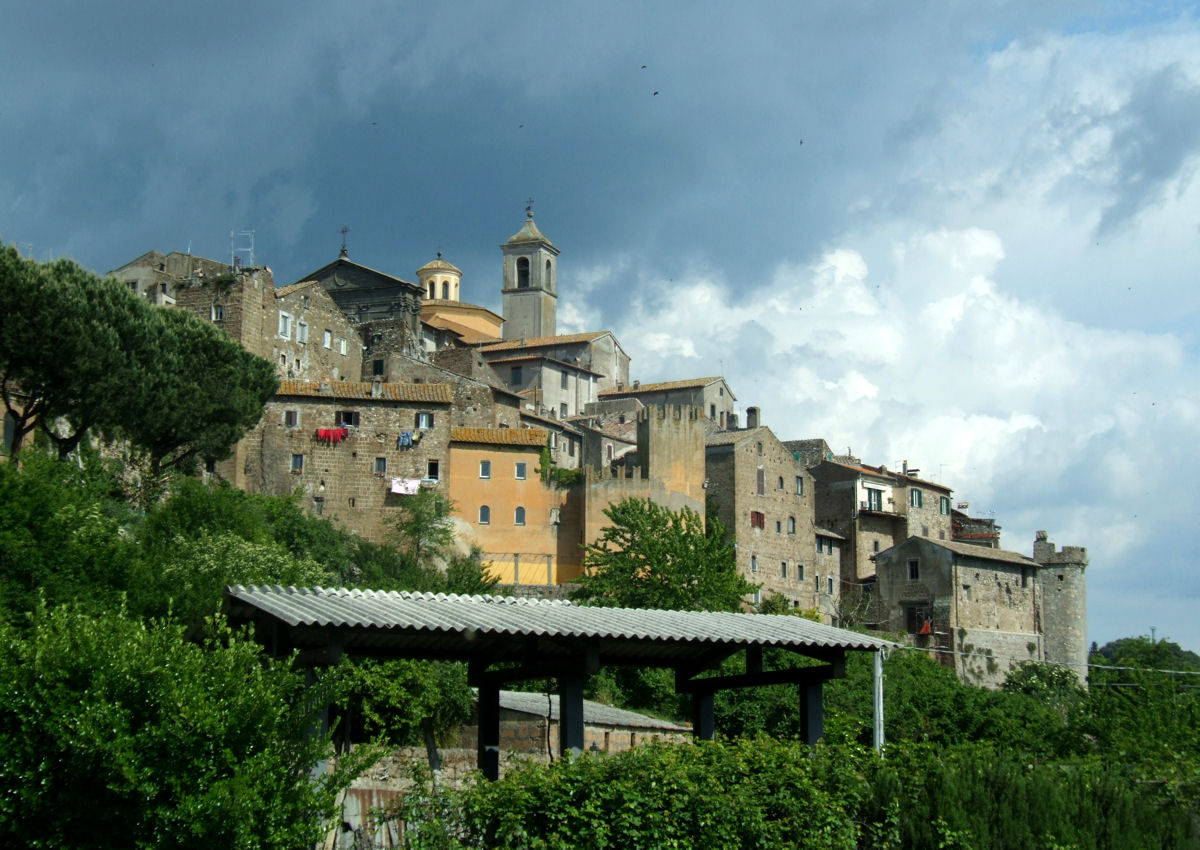
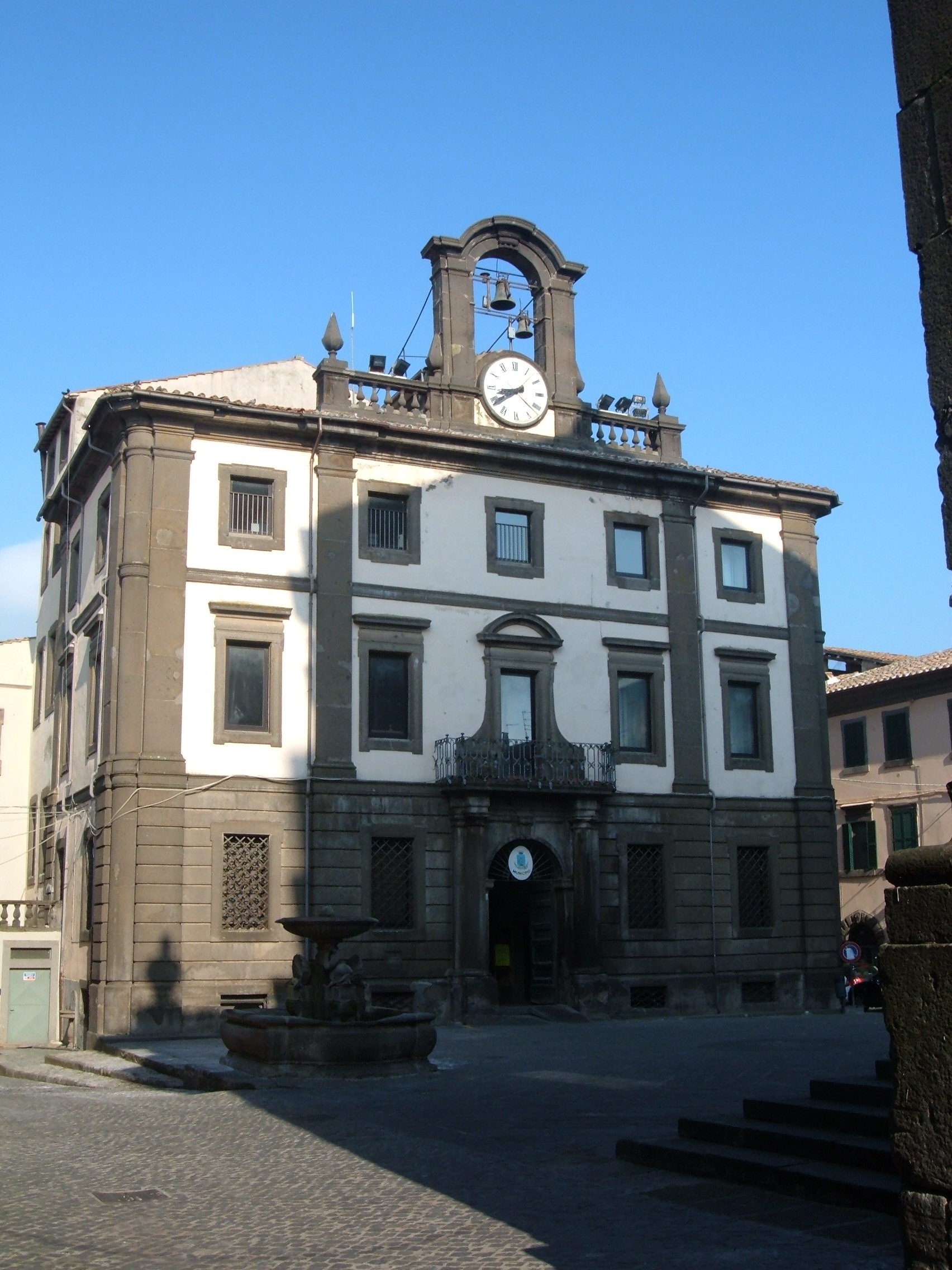
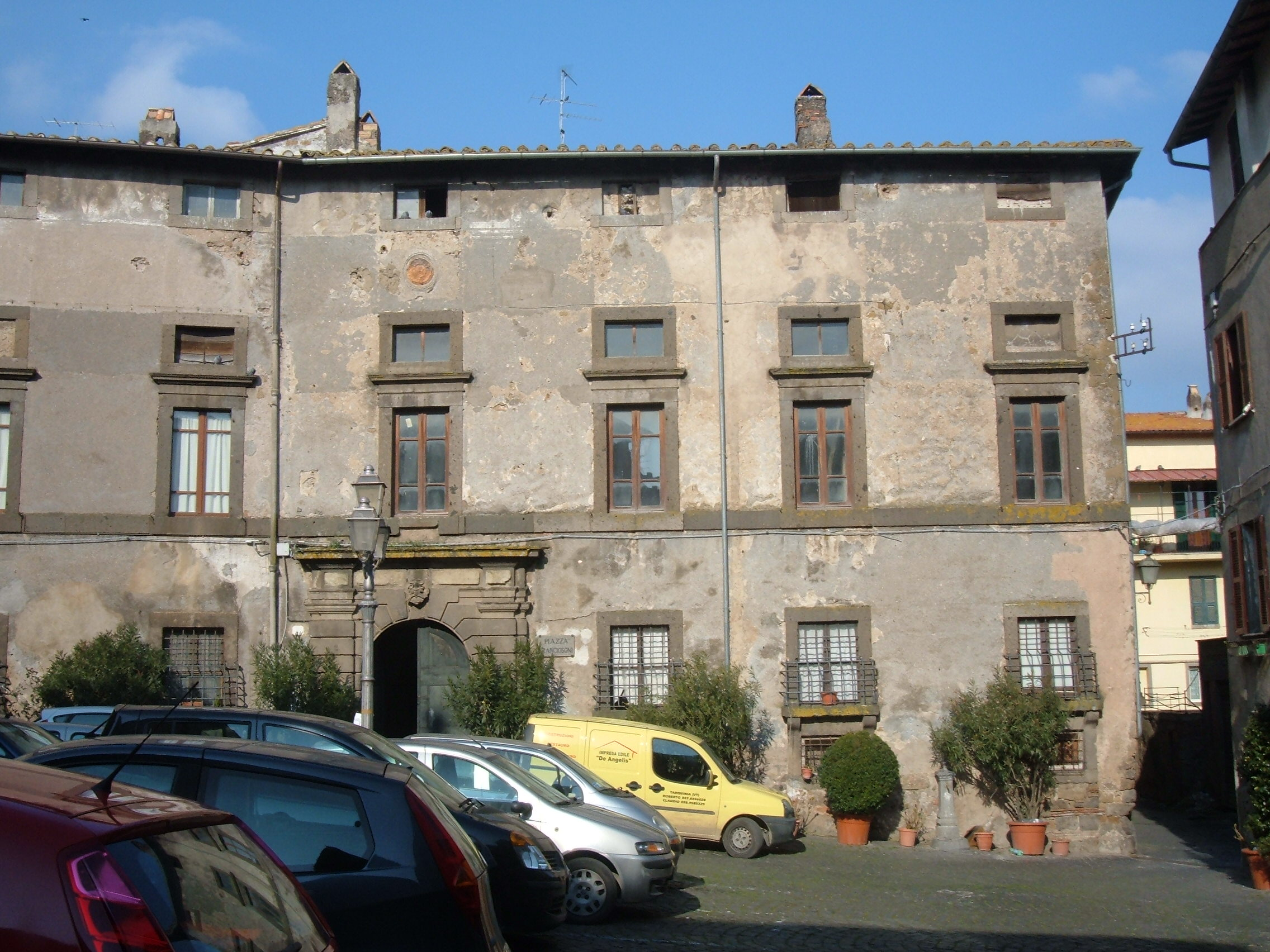
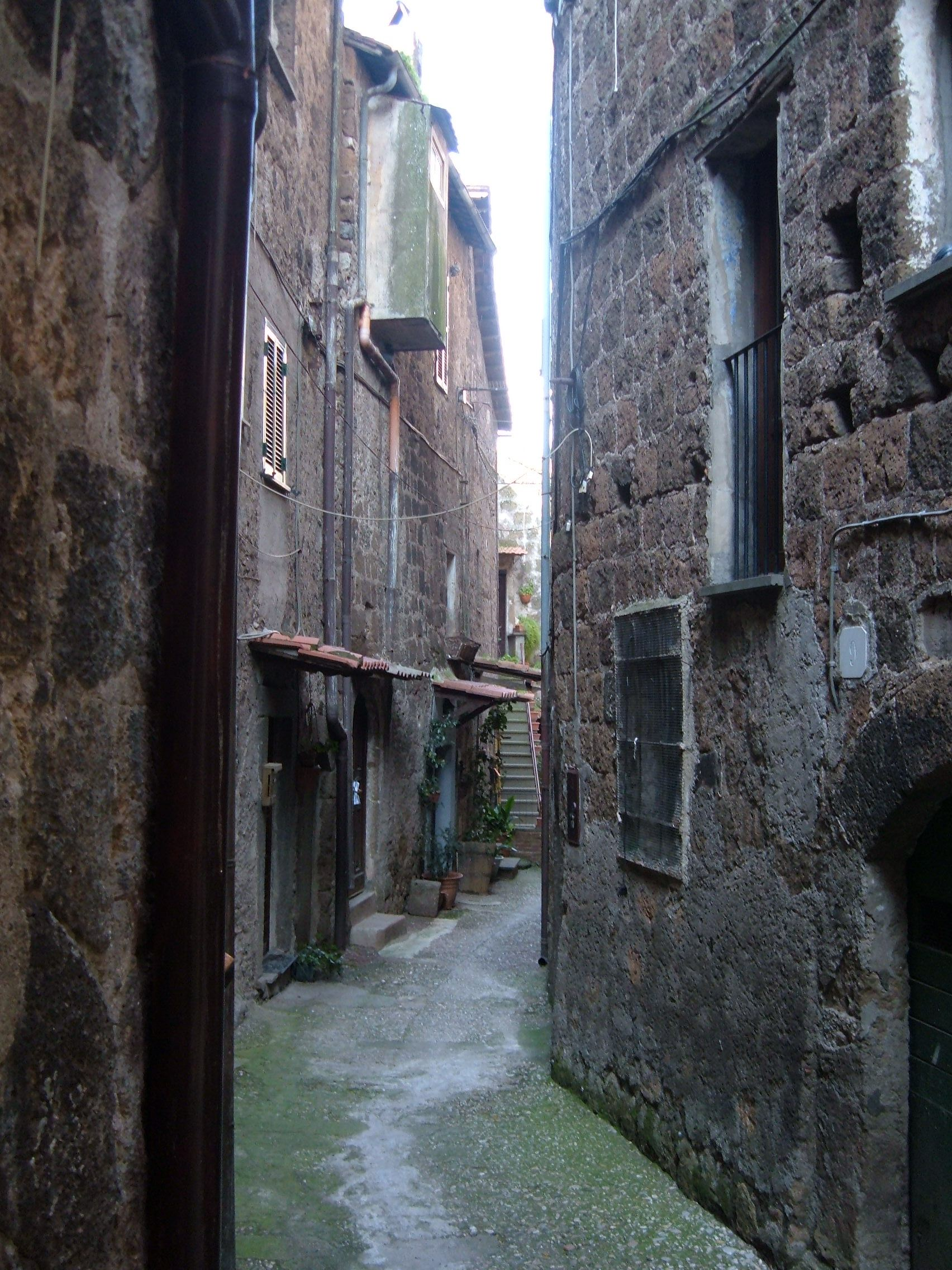
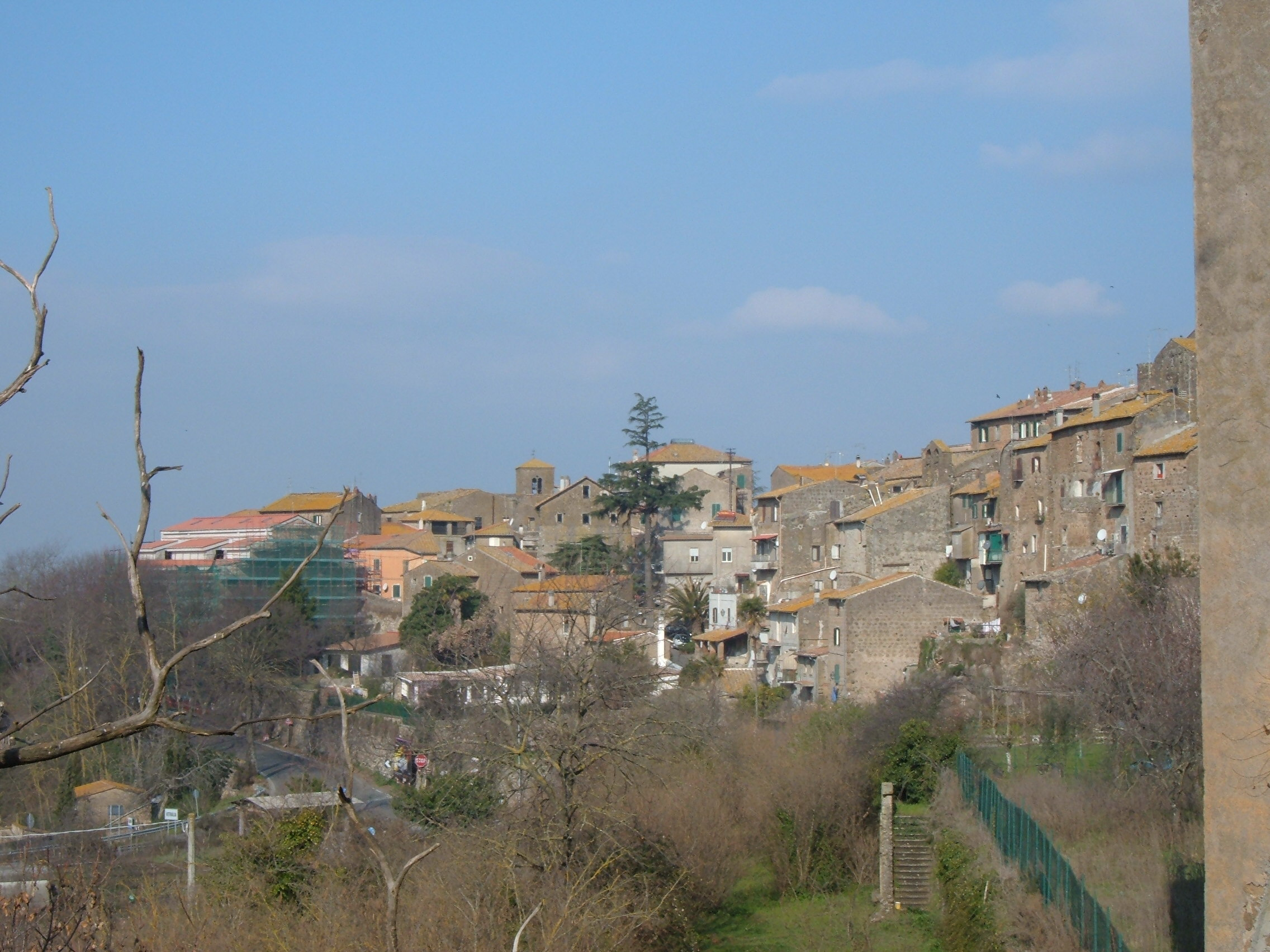